# Brayon Blake
Brayon Jamar Blake (Seattle, Washington, 8 de diciembre de 1995) es un baloncestista estadounidense que actualmente se encuentra sin equipo. Con 2,01 metros de estatura, juega en la posición de alero. 

## Trayectoria deportiva

### Universidad
Comenzó su andadura universitaria en el pequeño Cochise College de Arizona, donde jugó una temporada en la que promedió 16,4 puntos y 10,3 rebotes por partido. De ahí pasó a North Idaho College to for Head coach Corey Symons and George Swanson , donde acabó la temporada promediando 21,2 puntos por partido, la 17.ª mejor marca de todo el país, que le valió para ser incluido en el tercer equipo All-American de la NJCAA.
En 2016 alcanzó por fin la División I de la NCAA, al ser transferido a los Vandals de la Universidad de Idaho, en las que promedió 13,4 puntos, 7,8 rebotes y 1,0 asistencias por partido. En 2018 fue incluido en el mejor quinteto de la Big Sky Conference.

#### Estadísticas
| Año     | Equipo | PJ | PT | MPP  | %TC  | %3P  | %TL  | RPP | APP | ROB | TPP | PPP  |
| ------- | ------ | -- | -- | ---- | ---- | ---- | ---- | --- | --- | --- | --- | ---- |
| 2016–17 | Idaho  | 32 | 10 | 21.3 | .455 | .338 | .700 | 6.1 | .7  | .5  | .2  | 10.0 |
| 2017–18 | Idaho  | 31 | 31 | 29.0 | .521 | .448 | .660 | 9.6 | 1.2 | .7  | .5  | 17.0 |
| Total   | Total  | 63 | 41 | 25.1 | .471 | .409 | .379 | 7.8 | 1.0 | .6  | .3  | 13.4 |

### Profesional
Tras no ser elegido en el Draft de la NBA de 2018, disputó la NBA Summer League con Cleveland Cavaliers, con los que en seis partidos promedió 2,5 puntos y 2,5 rebotes. El 17 de julio firmó su primer contrato profesional con el equipo alemán del Basketball Lowen Braunschweig de la Basketball Bundesliga.
En la temporada 2021-22, firma por el Gießen 46ers de la Basketball Bundesliga.